# Jowan Le Besco
Jowan Le Besco (26 de agosto de 1981) é um ator, roteirista, diretor e cinegrafista francês. Ele é o segundo filho de uma família de cinco. Sua mãe é a atriz e jornalista Catherine Belkhodja de ascendência francesa e argelina, enquanto seu pai é descendente de bretões e vietnamitas. Ele trabalhou em muitas ocasiões com seu irmão e irmãs, com quem colabora regularmente como cinegrafista-chefe. Ele capturou em vídeo a desempenho teatral ao vivo Le Pois Chiche de Maïween Le Besco, uma de suas irmãs, também atriz e diretora, duas vezes indicada ao Prêmio César em 2007 por seu primeiro filme Pardonnez-moi. Ele também tocou com sua irmã Isild Le Besco em Princesse Marie, um filme com Catherine Deneuve. Foi cinegrafista-chefe em dois filmes escritos e dirigidos por Isild: Demi-tarif, produzido por sua irmã Leonor Graser e pela produtora independente francesa Karedas, com seu irmão mais novo Kolia Litscher no papel principal, e Charly, também produzido por Isild, no qual ele colaborou novamente com Isild e Kolia.

## Biografia
É o segundo dos cinco filhos da atriz e jornalista franco-argelina, de origem cabila e turca-mongol,  Catherine Belkhodja. Seu pai é bretão de origem vietmanita.Trabalhou em variadas atividades com os irmãos e irmãs, com os quais colabora regularmente enquanto operador-chefe. Realizou a captação do espectáculo Le Pois chiche de Maïwenn Le Besco, atriz e realizadora nomeada duas vezes para os César 2007.
Contracenou igualmente com a sua irmã Isild Le Besco, e foram os dois parceiros de Catherine Deneuve em Princesse Marie. Foi Director de Fotografia dos dois filmes que Isild escreveu e realizou: Demi-tarif, por sua irmã Léonor Graser por KAREDAS, no qual o irmão Kolia Litscher desempenhou um dos principais papéis. Isild, Jowan e Kolia renovaram a sua colaboração em Charly, produzido também por Isild.

## Carreira
Antigo aluno do liceu Charlemagne, depois do liceu Victor Hugo, Jowan prosseguiu os seus estudos de cinema em Jussieu, realizando numerosas curtas-metragens. Uma delas, premiada, permite-lhe receber um software de montagem, com o que começa a criar clips musicais. Decide então aperfeiçoar a sua formação no instituto Lumière e na escola dos Gobelins. Assegura a 1ª curta-metragem de Isild produzida por SOPADIN e lança-se ao seu primeiro trabalho assegurando a imagem de Demi-tarif, que obteve o prêmio de melhor argumento júnior. Este projeto sofreu com o facto de, tanto Jowan como Isild, não terem ainda 20 anos quando procuraram um produtor! KAREDAS confiou neles e o filme recebeu ótima crítica, foi apresentado e notado em mais de 50 festivais.
Jowan participa igualmente em algumas rodagens enquanto ator, mas continua a ser seu objetivo prosseguir a sua formação em Imagem. Aprende este ofício ao lado de Stéphane Marty, depois com Caroline Champetier quando da rodagem de L’Intouchable na Índia, onde filma as sequências da cremação.
O sucesso de Demi-tarif permite preparar mais facilmente o segundo filme de Isild, porque o projeto é beneficiado com o avanço de subsídios do CNC e com o apoio de Arte. Charly estreará em breve nas telas. Jowan parte sozinho para efetuar seguidamente uma longa estadia na Índia, num mosteiro e daí extrairá um documentário, Yapo, o qual será selecionado para o 29º festival do Cinéma Du Réel.
Este festival é especializado na apresentação de filmes documentais de características etnológicas ou sociais e tem lugar todos os anos em março, no Centro Pompidou.

## Filmografia

### Longas-metragens
- 1999: La Puce d’Emmanuelle Bercot (actor)
- 2002: Un moment de bonheur d’Antoine Santana (actor)
- 2004: À tout de suite de Benoît Jacquot (assistente)
- 2004: Princesse Marie de Benoît Jacquot (actor)
- 2006: L'Intouchable de Benoît Jacquo (imagem.2ª equipa, assistente)
- 2007: Yapo de Jowan Le Besco (autor, realizador, director de fotografia, montagem)
- 2007: Charly de Isild Le Besco (director de fotografia)

### Curtas-metragens
- 1999: Cinematon de Gérard Courant (actor)
- 2003: Quelqu'un vous aime  (assistente)

### Teatro
- 2004: Le Pois chiche de Maïwenn Le Bescono Café de la Gare (captação)

## Prémios
- 2000: Prémio do Melhor Argumento Junior no festival de Paris pelo argumento Demi-tarif (operador de câmara)
- 2004: Prémio especial do Júri no European First Festival d’Angers por Demi-tarif (Director de fotografia)
- 2004: Prémio Procirep. Primeiros planos, Angers, por Demi-tarif (Director de Fotografia)
- 2004: Special Price of Jury do Festival de Séoul por Demi-tarif (Director de Fotografia)
- 2004: Grande Prémio do Júri, Crossing Europe Festival, Linz, por 'Demi-tarif (Director de Fotografia)
- 2004: nomeação para o prémio Louis Deluc por 'Demi-tarif (Director de Fotografia)